# Attentatet i Manchester 2017
Attentatet i Manchester 2017 var ett bombdåd som inträffade kvällen den 22 maj 2017 efter en konsert med Ariana Grande på Manchester Arena, i centrala Manchester. Enligt Greater Manchester Police var bombdådet ett terrordåd.
23 personer dog, inklusive angriparen, och mer än 800 skadades. I mars 2020 befanns bombarens bror, Hashem Abedi, skyldig till 22 mord i samband med attacken och dömdes till livstids fängelse.
Händelsen var det dödligaste terroristdådet och den första självmordsbombningen i Storbritannien sedan bombdåden i London 2005.

## Offer
Den 24 maj var det 22 personer som hade bekräftats dödade. Tio av de döda hade inte fyllt 20 och den yngsta var en 8-årig flicka 120 personer uppgavs ha skadats i attentatet.
| Dödsoffer och ålder: | Dödsoffer och ålder: |
| --- | --- |
| - Elaine McIver, 43 - Saffie Roussos, 8 - Sorrell Leczkowski, 14 - Eilidh MacLeod, 14 - Nell Jones, 14 - Olivia Campbell-Hardy, 15 - Megan Hurley, 15 - Georgina Callander, 18 - Chloe Rutherford, 17 - Liam Curry, 19 - Courtney Boyle, 19 | - Philip Tron, 32 - John Atkinson, 28 - Martyn Hett, 29 - Kelly Brewster, 32 - Angelika Klis, 39 - Marcin Klis, 42 - Michelle Kiss, 45 - Alison Howe, 44 - Lisa Lees, 43 - Wendy Fawell, 50 - Jane Tweddle, 51 |

## Gärningsmän

### Salman Abedi
Enligt brittisk polis var gärningsmannen 22-årige Salman Abedi, tidigare student vid Salford University. Abedi föddes i Manchester som son till libyska föräldrar som flytt från Libyen. Fadern Ramadan Abedi var medlem i gruppen Libyan Islamic Fighting Group (LIFG) som var motståndare till Muammar al-Gaddafis regim, men fadern återvände till Libyen år 2011 efter regimens fall. Enligt FN:s säkerhetsråd resolution 1267 är LIFG utpekad som en terroristorganisation med kopplingar till Al-Qaida. Enligt grannarna var familijen Abedi konservativa och djupt religiösa. Salman Abedi började visa tecken på att radikaliseras runt 2012 och skolkamrater lämnade uppgifter till polis om att han sympatiserade med muslimska självmordsbombare. Han blev allt djupare i sin islamiska tro, men portades år 2015 ifrån den salafistiska moskén i Didsbury efter ett gräl då Abedi kritiserade imamen för att inte stödja Islamiska staten. En av Abedis bröder greps av polis på tisdagen efter dådet i Tripoli och den andra brodern och hans far arresterades. Två dagar efter dådet greps ytterligare tre personer misstänkta för medhjälp vid attentatet.

### Hashem Abedi
I augusti 2020 dömdes Salman Abedis bror, 23-åriga Hashem Abedi, för 22 mord och utöver det även för mordförsök och för att ha hjälpt till att arrangera terrordådet. Han fick 24 livstider i fängelse som påföljd med första chans till frigivning efter 55 år. Hashem Abedi kunde inte dömas till livstids fängelse eftersom han var under 21 vid terrordådets genomförande. Domaren sade vid domslutet att det är möjligt att Hashem Abedi kommer att släppas ur fängelset.

## Efterspel
Premiärminister Theresa May meddelade att landet höjde hotnivån från allvarlig till kritisk, den högsta nivån på en femgradig skala. Som en följd av den förhöjda hotnivån tilldelades 5000 soldater som förstärkning till polismyndigheten.
Talesman Maajid Nawaz för den London-baserade anti-extremistföreningen Quilliam sade att moskén i Didsbury har en konservativ salafistisk inriktning och flera gånger bjudit in hatpredikanter som uttryckt extrema och antisemitiska åsikter. Han sade också att samhället i stort inte kan lastas för att vara misstänksamma mot muslimer så länge moskéer aktivt bjuder in hatpredikanter. Moskén hotades flera gånger efter attentatet och fick polisbevakning.